# LKPS Lublin
O LKPS Lublin, também conhecido como Bogdanka LUK Lublin por questões de patrocínio, é um clube de voleibol masculino polonês com sede na cidade de Lublin, na voivodia de Lublin. Atualmente o clube disputa a PlusLiga, a primeira divisão do campeonato polonês.

## Histórico
O clube foi fundado em 26 de agosto de 2013 como uma Associação sob o nome de Lublin Volleyball Friends Club. Começou atuando na III Liga e após duas temporadas conquistou o acesso para a II Liga. Na temporada 2018–19 conquistou o acesso para a I Liga.
Conquistou o acesso à PlusLiga na temporada 2020–21 ao consagrar-se campeão da I Liga ao derrotar o BBTS Bielsko-Biała na melhor de cinco jogos.
Em agosto de 2022, o clube triunfou o título da terceira edição do PreZero Grand Prix, o torneio de voleibol de praia da pré-temporada, após vencer na final o Stal Nysa pelo placar de 2–0.

## Títulos
Campeonato Polonês - I Liga
- Campeão: 2020–21
- Terceiro lugar: 2019–20

## Elenco atual
Atletas selecionados para disputar a temporada 2022–23.
| Camisa                       | Nome                | Altura (m) | Posição    |
| ---------------------------- | ------------------- | ---------- | ---------- |
| 1                            | Jan Nowakowski      | 2,02       | Central    |
| 2                            | Cristiano Torelli   | 1,93       | Levantador |
| 3                            | Rafał Faryna        | 2,00       | Oposto     |
| 4                            | Marcin Komenda      | 1,98       | Levantador |
| 6                            | Mateusz Malinowski  | 1,97       | Oposto     |
| 7                            | Jakub Wachnik       | 2,00       | Ponteiro   |
| 9                            | Nicolas Szerszeń    | 1,95       | Ponteiro   |
| 10                           | Szymon Romać        | 1,96       | Oposto     |
| 13                           | Mateusz Jóźwik      | 1,91       | Ponteiro   |
| 14                           | Jeffrey Jendryk     | 2,08       | Central    |
| 16                           | Konrad Stajer       | 2,00       | Central    |
| 17                           | Szymon Gregorowicz  | 1,83       | Líbero     |
| 21                           | Dustin Watten       | 1,82       | Líbero     |
| 23                           | Damian Hudzik       | 2,04       | Central    |
| 90                           | Wojciech Włodarczyk | 2,00       | Ponteiro   |
| Técnico: Dariusz Daszkiewicz |                     |            |            |